# Phaseolus leptophyllus
Phaseolus leptophyllus là một loài thực vật có hoa trong họ Đậu. Loài này được G. Don miêu tả khoa học đầu tiên năm 1832.